# ماريا فرنانديز
ماريا فرنانديز (بالإسبانية: María Ángeles Fernández Lebrato) (و. 1970 – م) هي دراجة على الطريق، وسباحة، من إسبانيا، شاركت في ألعاب بارالمبية صيفية 2000، وألعاب بارالمبية صيفية 1996.

## روابط خارجية
- ماريا فرنانديز على موقع اللجنة البارالمبية الإسبانية (الإسبانية)